# Nor Waragawank

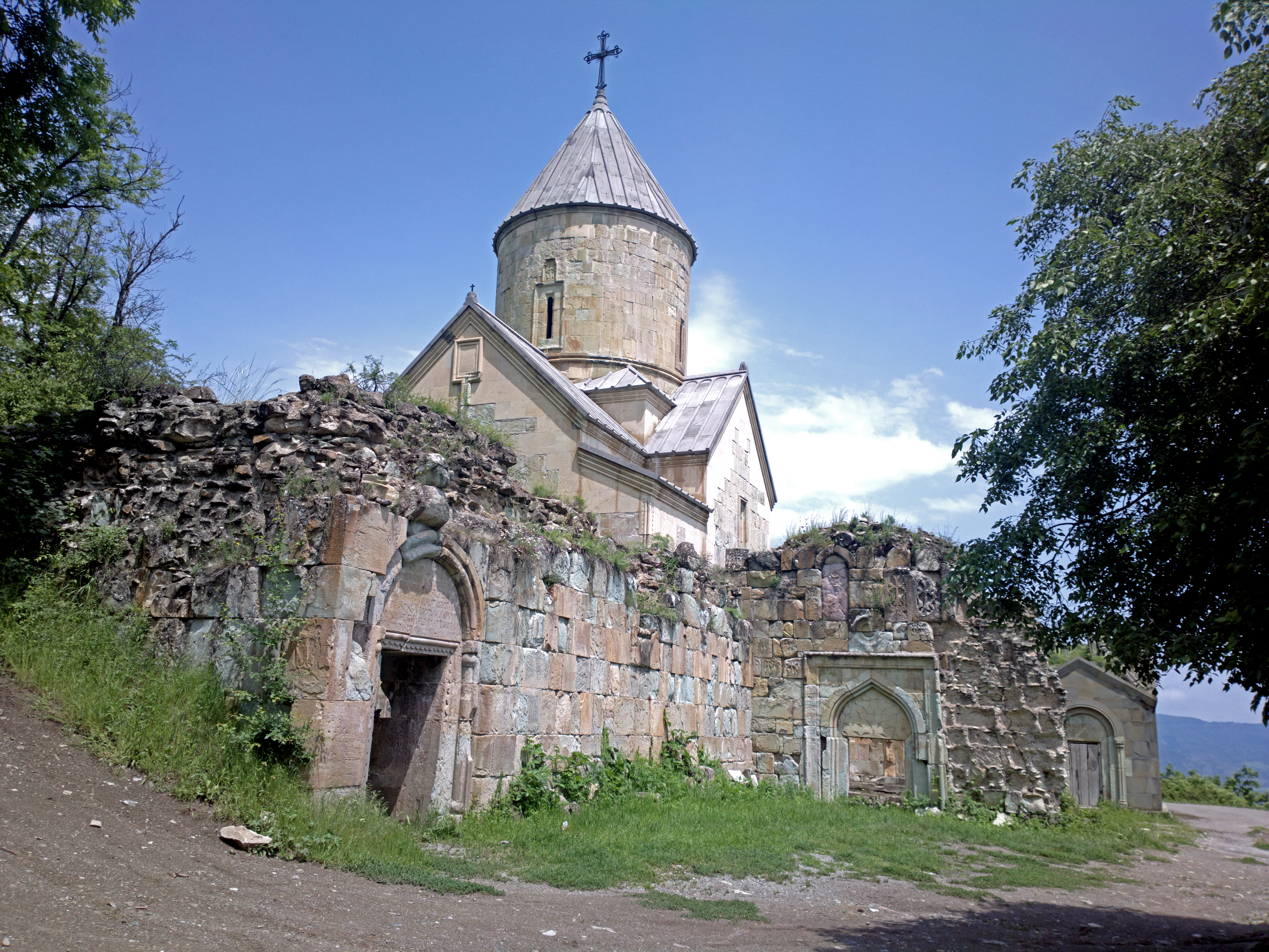
Kloster Nor Varagavank

Das Kloster Nor Varagavank (Neu-Varagavank) ist ein ehemaliges Kloster der Armenischen Apostolischen Kirche. Es gilt als eines der wichtigsten Monumente des mittelalterlichen Armeniens. Heute ist es teilweise zerstört.

## Lage
Das Kloster liegt etwa dreieinhalb Kilometer südwestlich des Dorfes Varagavan in der Provinz Tawusch im Nordosten Armeniens. Die Erbauer gründeten das Kloster auf einem von bewaldeten Bergen und Schluchten umgebenen hohen Hügel.

## Geschichte
Fürst David aus der Dynastie der Kiurikiden (einem Seitenzweig der Bagratiden) gründete das Kloster in den Jahren 1193 bis 1198 in seinem Fürstentum Nor Berd. Es wurde Bischofssitz und spielte eine wichtige Rolle im kirchlichen Leben des mittelalterlichen Armeniens. Es war zudem Hauskloster der Kiurikiden, die dort ihre Grablege hatten. In zeitgenössischen Berichten aus dem zwölften und dreizehnten Jahrhundert wird das Kloster Anapat (=Wüste) genannt. Der heutige Name des Klosters verweist auf die Zerstörung des Klosters Varagavank (in der heutigen Türkei gelegen) durch die Mongolen. Dem damaligen Patriarchen des Klosters, Ghoukas (=Lukas), gelang mit dem Heiligen Kreuz von Varaga (Surb Nshan) die Flucht und er wurde im Kloster Anapat aufgenommen. Im Gedenken an das zerstörte Kloster wurde Anapat später in Nor Varagavank (Neu-Varagavank) umbenannt.
Die Kirche Surp Nschan (armenisch heiliges Zeichen) ist das älteste Bauwerk in Nor Varagavank. Ihr ließen die Kiurikiden 1200 im Norden ein Mausoleum vorbauen. Später wurde vom Süden noch eine einschiffige Kapelle an die Kirche angebaut.
Im nördlichen Teil des Klosterareals ließ Vasak II., ein Sohn Davids, das bedeutendste Bauwerk des Klosters, die Muttergotteskirche, errichten. Gemäß einer Inschrift wurde sie von 1224 bis 1237 erbaut und 1240 geweiht. Architekt des Bauwerks war Gazan Anetsi (aus Ani).
Im neunzehnten Jahrhundert war Grigor Manucharyan Abt des Klosters. Er spielte in den Jahren von 1804 bis 1828 mit seiner bewaffneten Freiwilligenarmee eine wichtige Rolle bei der Befreiung Ostarmenien von der Fremdherrschaft.

## Baubeschreibung

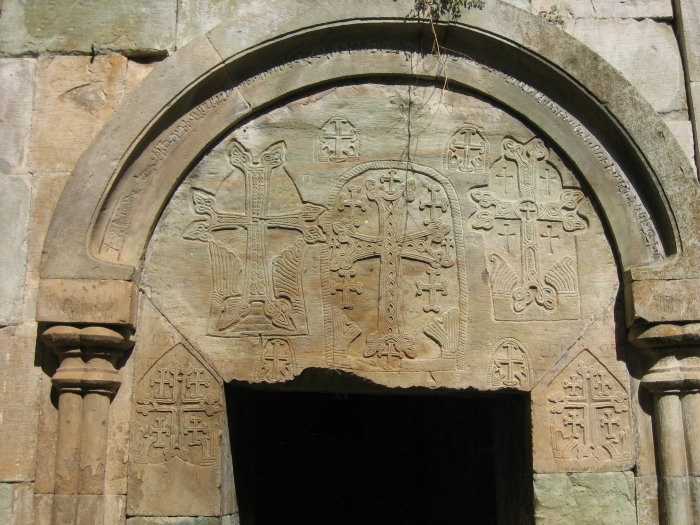
Portal der Muttergotteskirche mit eingearbeiteten Kreuzen

Das bedeutendste Bauwerk des Klosters ist die Muttergotteskirche. Sie ist 15,40 Meter breit und 10,25 Meter hoch. Das von außen rechteckige Gebäude hat innen einen kreuzförmigen Grundriss. In den vier Ecken des Bauwerks gibt es zweigeschossige Seitenkapellen. Die Kirche hat an der westlichen und südlichen Seite zwei Portale. Untypisch für mittelalterliche armenische Kirchen ist die Dekoration des Westportals: Dort wurden dunkelviolette und hellblaue Steine in Form von Stern, Diamant und Hexaeder mosaikartig verlegt. Über zwei Fenster an der Ostfassade gelangt Licht in das Bauwerk, in dessen oberem Teil Reliefbilder von Tieren und stilisierte Pflanzenmotive angebracht sind. Die Kirche besaß zwei Gawite: An der Südwand ist die Kirche über einen kleinen rechteckigen Vorraum mit allen drei Gebäuden des ursprünglichen Klosterkomplexes verbunden. Der Vorraum wurde im zweiten Viertel des dreizehnten Jahrhunderts gebaut.  Den Gawit an der Westseite ließ der Generalsuperior des Klosters, Johannes Touetsi, zwischen 1237 und 1261 erbauen. Das quadratische Gebäude mit etwa 14 Metern Seitenlänge kommt durch die Verwendung von zwei sich kreuzenden Bogenpaaren ohne Stützpfeiler aus. Die Eingänge zum Gawit befinden sich im Süden und Osten.
Die Kirche Surp Nschan (armenisch heiliges Zeichen) verfügt über zwei Apsiden, vier Seitenkapellen und ein gewölbtes Satteldach. Als typisches Beispiel der armenischen Kirchenarchitektur wird die Kuppel von einem zylindrischen Tambour getragen. Die Eingänge zur Kirche befinden sich im Süden und Nordwesten.
Das Kloster ist mit einem 1253 von einem gewissen Shara errichteten Wasserversorgungssystem ausgestattet. Auf dem Klostergelände befinden sich viele Chatschkars (kunstvoll behauene Gedächtnissteine mit einem Reliefkreuzen in der Mitte, die von geometrischen und pflanzlichen Motiven umgeben sind). Der älteste von ihnen wurde 1620 von Meister Vardan geschaffen.
Das zweigeschossige Grabkapelle der Kiurikiden schließt sich an die Nordwand der Kirche Surb Nshan an. Fürst David ließ sie 1200 errichten. Der kapellenartige Bau mit rechteckiger Grundfläche (3,50 × 2,30 m) war ursprünglich nach oben mit einem Gewölbe abgeschlossen. Zu Beginn des 13. Jahrhunderts wurde das Gewölbe durch eine zylindrische Struktur mit einem konischen Ende ersetzt, von dem aus die untersten Steinreihen erhalten blieben, ausgetauscht.
Die zweigeschossige Kapelle an der Südseite der Kirche wurde zu Beginn des 13. Jahrhunderts erbaut. Sie ähnelt in ihrer Architektur der Grabkapelle der Kiurikiden, wenngleich sie etwas größer ist (4,50 × 3,20 m). Heute wird gemeinhin angenommen, dass die über eine abnehmbare Leiter erreichbaren Obergeschosse beider Gebäude als Seitenkapellen für die Kirche dienten.
Im südwestlichen und nordwestlichen Teil des Klosterareals stehen zwei weitere Kapellen. Sie wurden ebenfalls im 13. Jahrhundert errichtet.